# Petr Kellner
Petr Kellner (20. května 1964 Česká Lípa – 27. března 2021 u ledovce Knik, Chugach Mountains, Aljaška) byl český podnikatel, majoritní vlastník holdingové společnosti PPF Group N.V. registrované v Nizozemsku a nejbohatší občan České republiky. V letech 2007 až 2013 byl členem správní rady italské finanční skupiny Assicurazioni Generali, která společně s PPF tvořila mezinárodní pojišťovací holding vlastnící také Generali Českou pojišťovnu.
Americký časopis Forbes jej do žebříčku nejbohatších lidí světa řadil pravidelně od roku 2006. K srpnu 2016 Kellnerův majetek odhadl na 11,4 miliardy dolarů, což znamenalo 102. místo v žebříčku nejbohatších lidí světa, podle agentury Bloomberg zaujal 78. místo s odhadem hodnoty majetku na 12 miliard dolarů (více než 300 miliard korun). V roce 2018 pak obsadil 88. místo na světě s částkou 15,5 miliardy dolarů. V dubnu 2020 Forbes majetek odhadl na 14,9 miliardy dolarů (přibližně 373 miliard korun) a v žebříčku světových miliardářů ho zařadil na 69. místo.

## Osobní život
Petr Kellner se narodil v České Lípě, mládí však prožil v Liberci. V Liberci taktéž navštěvoval turistický oddíl mládeže. V roce 1982 vystudoval Střední ekonomickou školu v Liberci a v roce 1986 Vysokou školu ekonomickou v Praze, obor ekonomika průmyslu.
Jeho první manželkou byla Iva Kellnerová a druhou Renáta Kellnerová. Měl tři dcery včetně parkurové jezdkyně Anny Kellnerové a syna Petra.

### Úmrtí na Aljašce
Petr Kellner zemřel tragicky 27. března 2021 po nehodě helikoptéry Eurocopter AS 350 na Aljašce severně od ledovce Knik (Knik Glacier) v pohoří Chugach, asi 80 km východně od města Anchorage, při tzv. heliskiingu.
Nehoda si vyžádala pět obětí na životech včetně rodilého Francouze Benjamina Larochaixe, který byl podle agenturních zpráv „také z Česka“ a „měl ke Kellnerovi velmi blízko“.
Dne 8. dubna 2023 odhalilo vyšetřování nové skutečnosti. Tracey Knutsonová, advokátka jediného přeživšího Davida Horvátha, sdělila, že Petr Kellner byl podle aljašského listu Anchorage Daily News naživu ještě 2 hodiny po nehodě. Petr Kellner tak zemřel na umrznutí. Podle dalšího vyšetřování mohl být příčinou nehody i nedostatečný výcvik pilota.

## Podnikatelská kariéra
Petr Kellner pracoval jako referent v podniku zahraničního obchodu Strojimport Praha a poté jako asistent produkce a produkční ve Filmovém studiu Barrandov.
V roce 1991 Petr Kellner, Milan Maděryč a Milan Vinkler společně založili v Teplicích PPF investiční společnost (od 1997 byla založena nová společnost PPF). Provozní kapitál dodali z prostředků státního podniku Sklo Union a.s. Teplice jeho top manažeři Štěpán Popovič a Jaroslav Přerost, za což se stali členy představenstva PPF. Jednalo se údajně o 40 milionů korun. PPF později půjčku beze zbytku splatila. Další okolnosti vzniku PPF nejsou úplně jasné, podle Vinklera měl například Maděryč podrobnou představu, jak bude privatizace probíhat, protože se neoficiální cestou dostal k materiálům ministerstva financí, což se ale nikdy neprokázalo.
Kellner zprivatizoval a transformoval Českou pojišťovnu, kterou v roce 1996 svěřili PPF do správy tehdejší akcionáři za účasti vlády České republiky. Ministr financí Ivan Kočárník se po odchodu z vlády stal také členem jejího nejvyššího vedení. V roce 2008 se Česká pojišťovna stala součástí společného podniku PPF a italské Assicurazioni Generali se jménem Generali PPF Holding (GPH). V této souvislosti byl Petr Kellner zvolen členem správní rady pojišťovny Generali, odkud odešel v březnu 2013, a to po prodeji části podílu PPF v GPH.
Do roku 2010 se PPF stala jednou z největších investičních skupin ve Střední Evropě. Působí nejen v Evropě, ale také v Rusku, v Asii, především v Číně, i v USA. Petr Kellner byl zakladatel a majoritní akcionář skupiny PPF. Skupina investuje do řady odvětví od bankovnictví a finančních služeb přes telekomunikace, biotechnologie, nemovitosti, maloobchodní služby (e-commerce), pojišťovnictví až po zemědělství a působí v České republice, na Slovensku, v Rusku, Kazachstánu, Francii, Německu, Spojeném království, Číně, Vietnamu, USA i dalších zemích.[zdroj?]
Podle novináře Erika Besta byl jedním z pěti nejvlivnějších lidí v České republice.

## Majetek a jeho struktura
Hlavním majetkem Petra Kellnera byl přímý a nepřímý 98,93% podíl v PPF Group N.V., která měla v roce 2015 konsolidovaná aktiva ve výši 21,6 mld. EUR (asi 583 mld. Kč), výnosy 6,2 mld. EUR (asi 167 mld. Kč), čistý zisk ve výši 352 mil. EUR (asi 9,5 mld. Kč).
Majetek Petra Kellnera odhadl časopis Forbes v roce 2006 na 3 miliardy USD (75 miliard Kč), a tím jej zařadil na listině nejbohatších lidí světa na 224. místo. V roce 2007 časopis Forbes odhadl jeho jmění na 6 miliard dolarů, díky čemuž si polepšil v žebříčku na 119. místo. Odhadem z roku 2008 se s 9 miliardami dolarů (tehdy 150 miliard Kč) posunul již do první stovky nejbohatších lidí (91. místo). Podle žebříčku Forbes pro rok 2009, poznamenaného světovou finanční krizí, se Kellner umístil na 76. místě s majetkem odhadovaným na 6 miliard dolarů (přes 126 miliard korun). Pro rok 2010 byl jeho majetek odhadnut časopisem Forbes na 7,6 miliardy dolarů (zhruba 143 miliard korun), což sice představovalo nárůst o 1,6 miliardy dolarů, ale přesto si v žebříčku nejbohatších lidí pohoršil o  třináct míst. Pro rok 2011 časopis Forbes zařadil Kellnera na 97. místo svého žebříčku a odhadl jeho majetek na 9,2 miliardy dolarů. K roku 2013 se však jeho majetek vyšplhal na hodnotu 10,4 miliardy dolarů (202,3 miliardy Kč). Ke dni 1. března 2016 Forbes odhadl Kellnerův majetek na 10,6 miliardy dolarů a v žebříčku světových miliardářů ho zařadil na 96. místo. Ke dni 16. června 2019 Forbes odhaduje majetek na 15,5 miliardy dolarů a tím se zařadil na 73. místo světových miliardářů. Roku 2020 se dostal na 68. místo světového žebříčku s majetkem ve výši 14,9 miliardy dolarů.
Kellner vlastnil letadlo Gulfstream G500, které neslo jméno Káně. V říjnu roku 2010 jej vyměnil za podstatně větší Boeing Business Jet 737-700.[zdroj?]
Jeho vila ve Vraném nad Vltavou od architekta Josefa Pleskota se dostala do učebnic architektury a získala několik architektonických cen. Před smrtí žil ve své rozsáhlé rezidenci v Pticích na Berounsku. V roce 2009 nechal dokončit rekonstrukci objektu Stará celnice v osadě Jizerka v Jizerských horách, kterou ale pro rekreaci využíval jen velmi zřídka. U objektu vybudoval helipad, který v případě potřeby slouží Horské službě. S manželkou vlastnil také vilu na Hanspaulce (odhadovaná cena 250 milionů korun) vedle bývalého Hotelu Praha; okolní pozemky vlastní společnost patřící pod PPF Holding. Dále vlastnil byt na sídlišti v pražských Vokovicích, srub v Alpách, dům v Katalánsku či vilu na Barbadosu. V roce 2018 koupil své dceři Anně klisnu Catch Me If You Can za v přepočtu 250 milionů Kč.

## Dobročinnost

### Nadace Educa
V prosinci 2002 založil spolu s manželkou Renátou Kellnerovou nadaci Educa. Nadace Educa v následujících letech získala dary ve výši několika set milionů korun, především od firem ze skupiny PPF. Nadace v letech 2004–2005 poskytla celkem 382 milionů korun na vybudování a provoz osmiletého gymnázia internátního typu Open Gate – Gymnázium a základní škola ve středočeských Babicích. V roce 2011 byla nadace sloučena s Nadací The Kellner Family Foundation.

### Podpora kultury
Ze sponzorských příspěvků Kellnerovy firmy PPF žijí Divadlo Járy Cimrmana či Letní shakespearovské slavnosti. Kellner vlastnil i jednu z největších soukromých sbírek fotografií Josefa Sudka. Společnost PPF Art, která patří do skupiny PPF, provozuje Ateliér Josefa Sudka a Galerii Václava Špály. Byl také správcem sbírky české a slovenské fotografie. PPF Art rovněž spravuje sbírku obrazů a dalších uměleckých děl, představující průřez především českou malbou od konce 19. století do současnosti.

### The Kellner Family Foundation
Nadace The Kellner Family Foundation je rodinná nadace Renáty a Petra Kellnerových založená v roce 2009. V roce 2011 se na základě rozhodnutí správních rad rodinných nadací manželů Kellnerových sloučila s Nadací Educa. Všechny projekty Nadace Educa nadále pokračují pod hlavičkou Nadace The Kellner Family Foundation.[zdroj?]
Nadace se zaměřuje na zvyšování kvality vzdělávání ve veřejných základních školách v České republice (projekt „Pomáháme školám k úspěchu“), podporuje sociálně znevýhodněné studenty gymnázia Open Gate a poskytuje granty českým studentům pro studium na zahraničních univerzitách (Projekt Univerzity). Přispívá také dalším jednotlivcům a institucím na projekty z oblasti vzdělávání, kultury a podpory zdraví.[zdroj?] Za dobu své existence rozdělily rodinné nadace manželů Renáty a Petra Kellnerových celkem 1,6 mld. korun.

## Kritika
Petr Kellner byl kritizován za údajné lichvářské praktiky jeho firmy Home Credit a to jak v Česku, tak v Číně. Kritizována byla též Kellnerova demolice hotelu Praha. Kontroverzní byly i okolnosti Kellnerovy smrti.